# Lange Peak
Der Lange Peak ist ein 2435 m hoher Berg in den Admiralitätsbergen im ostantarktischen Viktorialand. Er ragt im westlichen Zentrum der Lyttelton Range auf.
Der United States Geological Survey kartierte ihn anhand von Vermessungen und mithilfe von Luftaufnahmen der United States Navy aus den Jahren zwischen 1960 und 1963. Das Advisory Committee on Antarctic Names benannte ihn 1970 nach dem Biologen Otto L. Lange, der von 1966 bis 1967 auf der Hallett-Station tätig war.